# Реканаті
Реканаті (італ. Recanati) — муніципалітет в Італії, у регіоні Марке,  провінція Мачерата.
Щорічний фестиваль відбувається 15 червня. Покровитель — святий Віт.

## Географія
Реканаті розташоване на відстані близько 190 км на північний схід від Рима, 25 км на південь від Анкони, 14 км на північний схід від Мачерати.

## Демографія
Населення — 21 457 осіб (2014).
Населення за роками:

Станом на 1 січня 2023 року в муніципалітеті офіційно проживало 1547 іноземців з 72 країн, серед них 454 громадяни країн Євросоюзу та 60 громадян України.

## Уродженці
Реканаті є малою батьківщиною великого італійського поета Джакомо Леопарді та видатного співака Беньяміно Джильї.
- Джузеппе Фаріна (*1927 — †1995) — італійський футболіст, захисник.

## Сусідні муніципалітети
- Кастельфідардо
- Лорето
- Мачерата
- Монтекассіано
- Монтефано
- Монтелупоне
- Озімо
- Порто-Реканаті
- Потенца-Пічена

## Галерея зображень

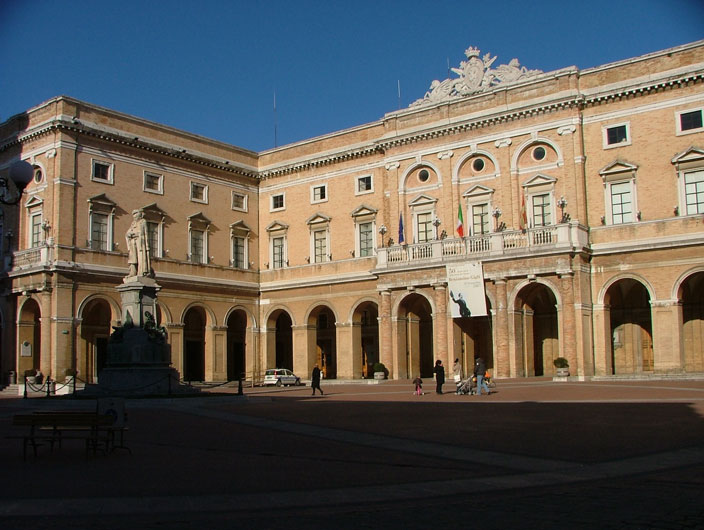
Palazzo Comunale
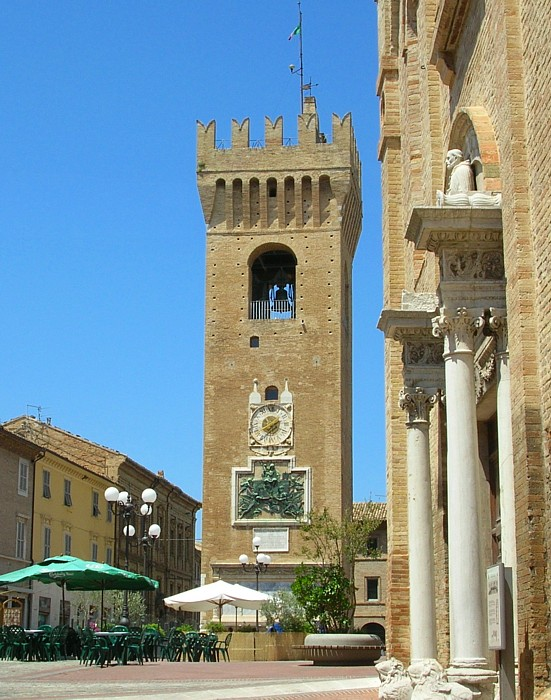
Torre civica, a destra chiesa di San Domenico
- Torre civica
- Torre civica
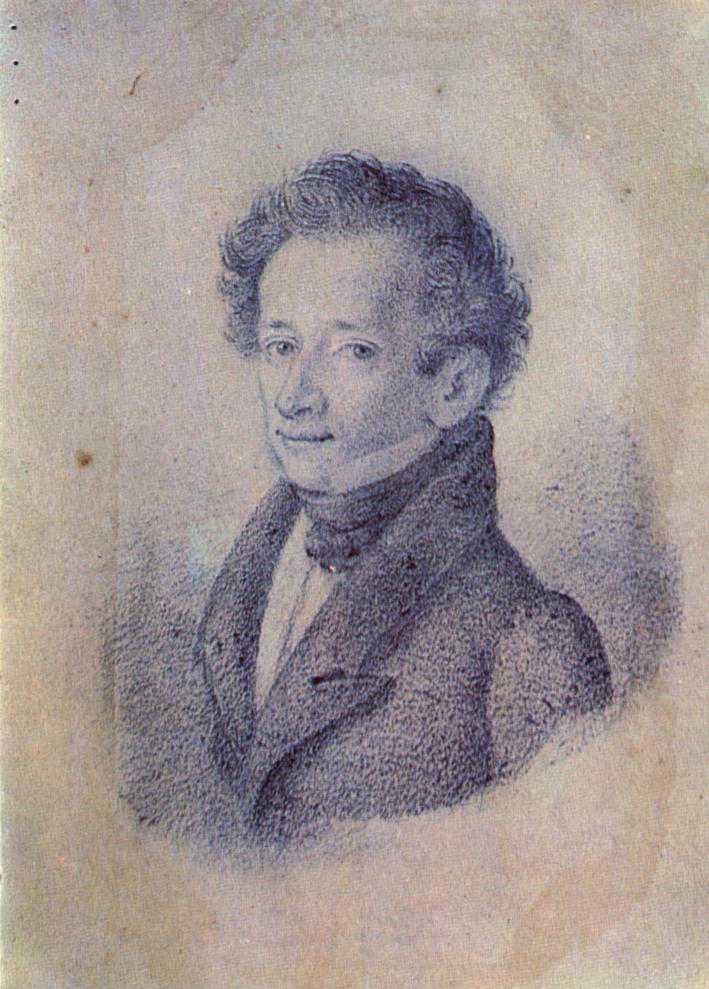
Palazzo Leopardi
- Palazzo Leopardi (interni)
- Santa Maria di Montemorello
- Piazzetta del Sabato del villaggio
- Chiostro di Sant' Agostino e Torre del passero solitario
- Giacomo Leopardi
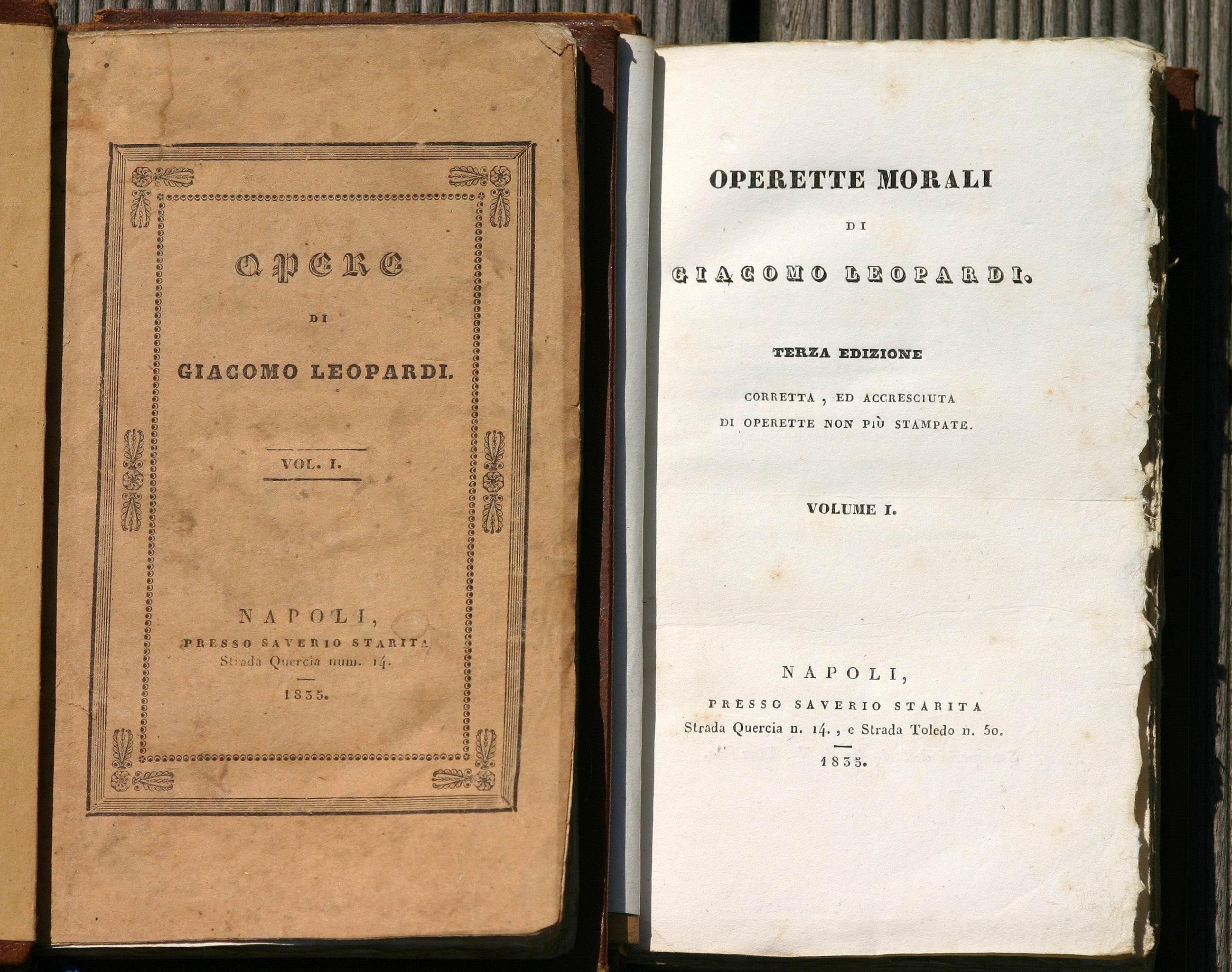
Operette morali
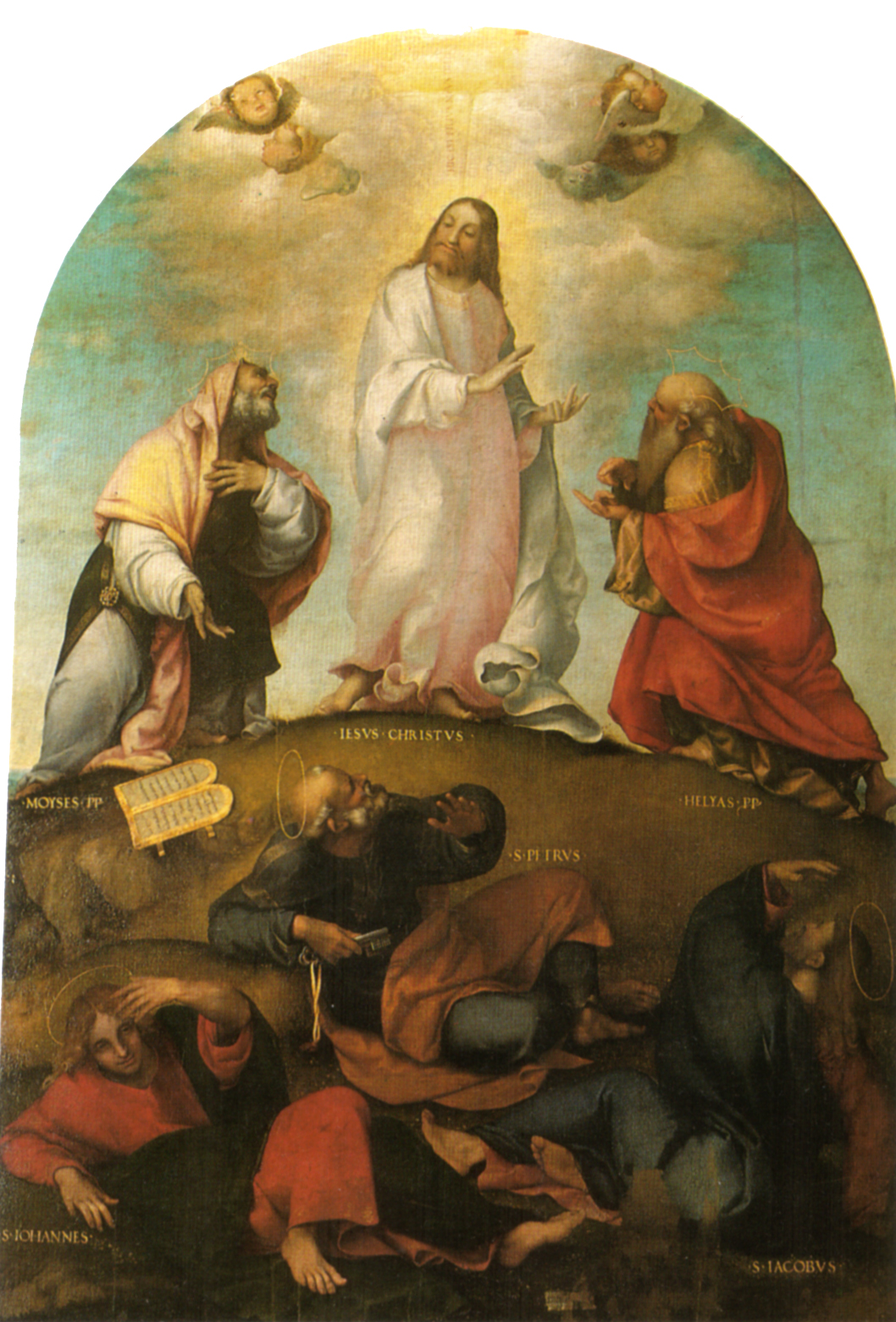
Lorenzo Lotto Trasfigurazione
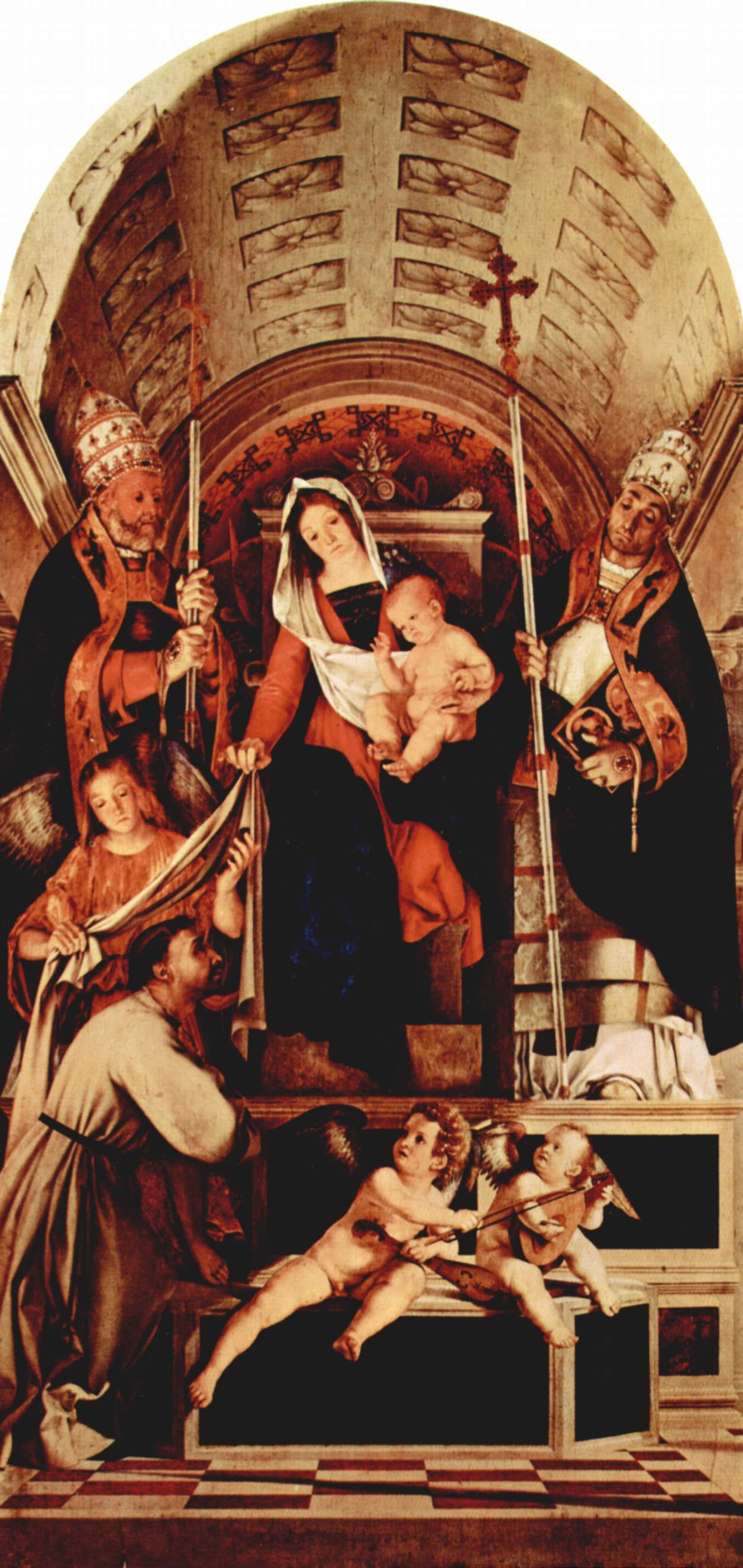
Lorenzo Lotto Polittico
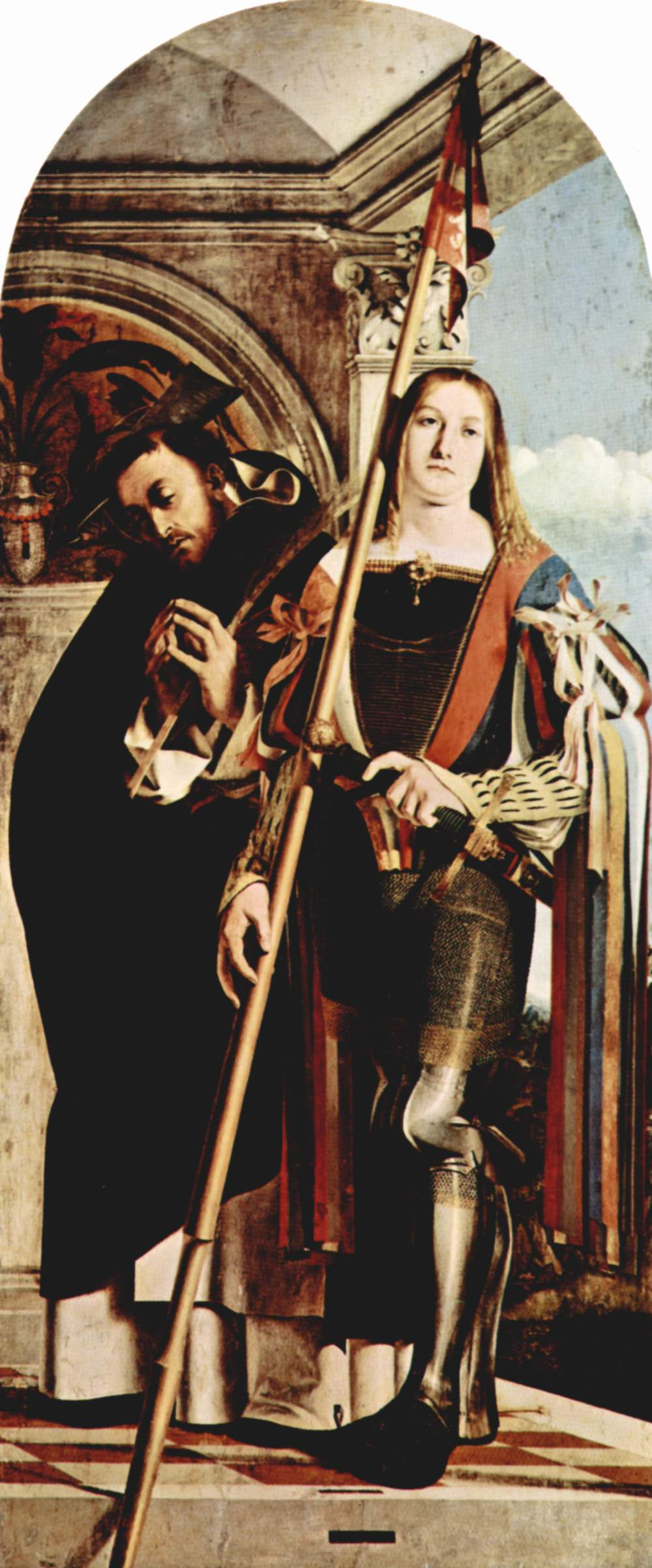
Lorenzo Lotto Polittico
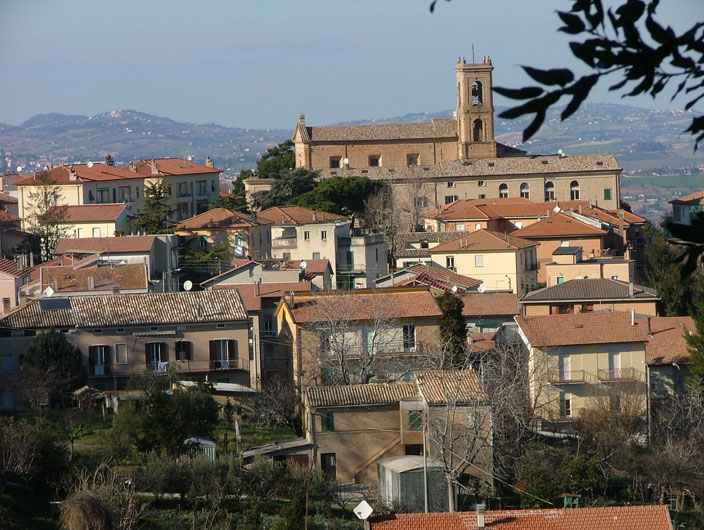